# Giro del Lazio 1948
Il Giro del Lazio 1948, quattordicesima edizione della corsa, si svolse dal 22 al 26 settembre 1948 su un percorso di 735 km suddivisi in cinque tappe, con partenza e arrivo a Roma. Riservato a indipendenti e dilettanti, fu vinto dall'italiano Pietro Giudici, che completò il percorso in 21h42'00" precedendo i connazionali Giordano Tognarelli e Luciano Cremonese. Conclusero la prova 45 degli 82 ciclisti al via.

## Tappe
| Tappa  | Data         | Percorso           | km  | Vincitore di tappa | Leader cl. generale |
| ------ | ------------ | ------------------ | --- | ------------------ | ------------------- |
| 1ª     | 22 settembre | Roma > Viterbo     | 154 | Gino Milani        | Gino Milani         |
| 2ª     | 23 settembre | Viterbo > Rieti    | 178 | Danilo Barozzi     | Luciano Cremonese   |
| 3ª     | 24 settembre | Rieti > Frosinone  | 147 | Spartaco Rosati    | Francesco Patti     |
| 4ª     | 25 settembre | Frosinone > Latina | 156 | Mario Balsamini    | Giordano Tognarelli |
| 5ª     | 26 settembre | Latina > Roma      | 100 | Luciano Cremonese  | Pietro Giudici      |
| Totale | Totale       | Totale             | 735 |                    |                     |

## Classifiche finali

### Classifica generale (Top 10)
| Pos. | Corridore           | Squadra     | Tempo     |
| ---- | ------------------- | ----------- | --------- |
| 1    | Pietro Giudici      | Lombardia   | 21h42'00" |
| 2    | Giordano Tognarelli | Emilia Rom. | s.t.      |
| 3    | Luciano Cremonese   | Veneto      | a 45"     |
| 4    | Mario Balsimini     | Toscana     | a 3'06"   |
| 5    | Gino Campigli       | Toscana     | a 3'16"   |
| 6    | Pasquale Fornara    | Lombardia   | a 4'03"   |
| 7    | Francesco Patti     | Sicilia     | a 5'42"   |
| 8    | Dino Rossi          | Toscana     | a 6'19"   |
| 9    | Armando Barducci    | Emilia Rom. | a 8'05"   |
| 10   | Rolando Verdini     | Marche      | a 9'40"   |